# 細谷町 (太田市)
細谷町（ほそやちょう）は、群馬県太田市にある地名（町丁）。郵便番号は373-0842。

## 概要
沢野地区にある町丁。

## 地理

### 細谷町内の区
細谷町（生品地区）の行政区の一覧。
| 地区     | 行政区 | 読み         | 区域                   |
| -------- | ------ | ------------ | ---------------------- |
| 生品地区 | 細谷町 | ほそやちょう | 細谷町、西新町の各一部 |

### 近隣町丁
- 由良町
- 西新町
- 藤阿久町
- 米沢町
- 牛沢町
- 福沢町
- 岩瀬川町

## 世帯数と人口
2022年（令和4年）3月31日現在の世帯数と人口は以下の通りである。
| 町丁           | 世帯数  | 人口   |
| -------------- | ------- | ------ |
| 細谷町（全域） | 891世帯 | 2078人 |

## 小・中学校の学区
市立小・に通う場合、学区は以下の通りとなる。
| 番地 | 小学校             | 中学校           |
| ---- | ------------------ | ---------------- |
| 全域 | 太田市立沢野小学校 | 太田市立南中学校 |

町内にある太田市立太田中学校・高等学校は、併設型中高一貫校であり、入学者選抜試験がある。

## 交通

### 鉄道
北部に東武伊勢崎線が通っており、細谷駅がある。

### 道路
- ラフィエット通り
- 国道354号

## 施設

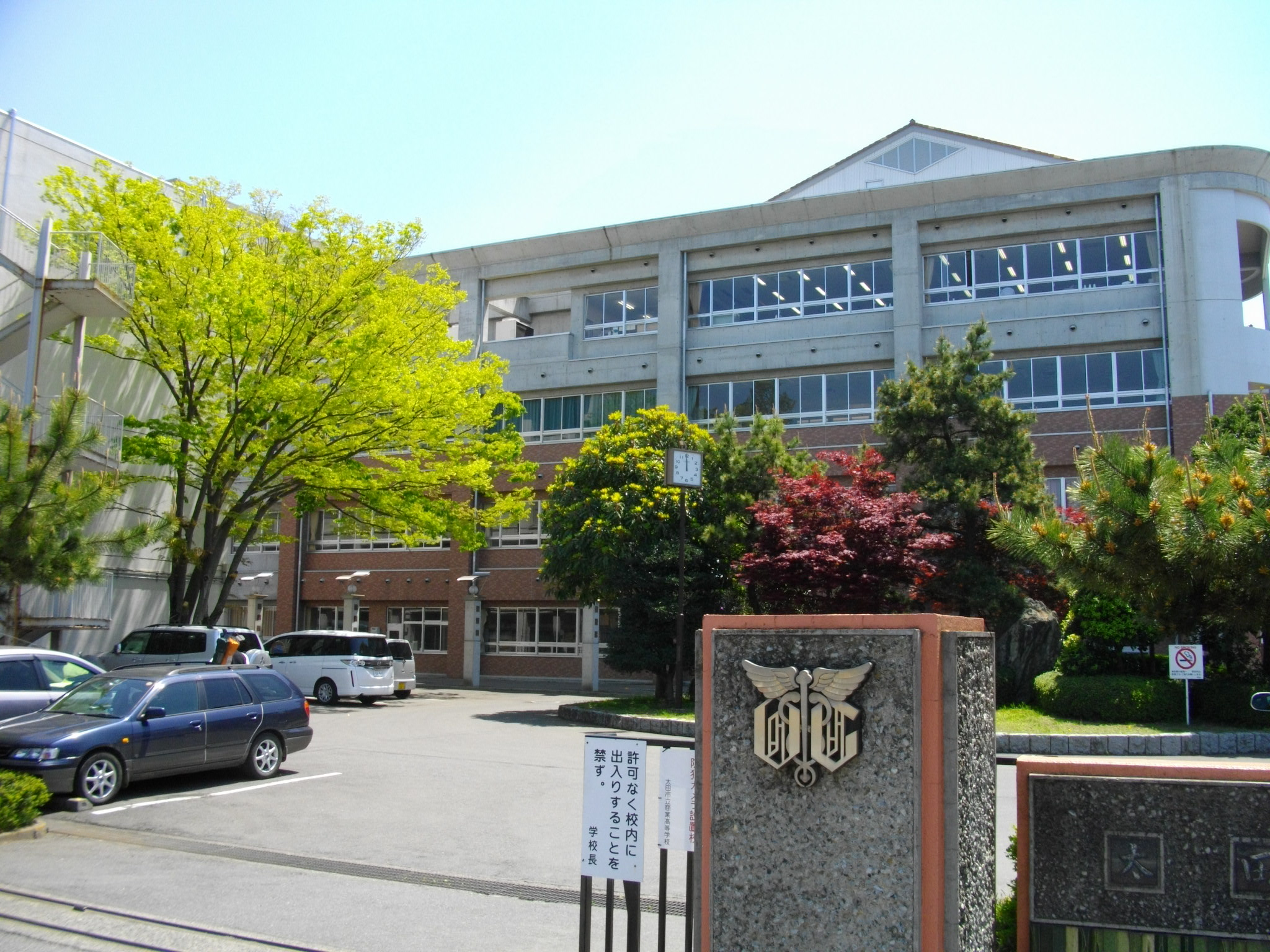
太田市立太田中学校・高等学校

- 太田市立太田中学校・高等学校